# Auguste Landrieu
Auguste Landrieu (Ronse, 13 april 1888) was een Belgisch gymnast.

## Levensloop
Landrieu maakte deel uit van het Belgisch team dat op de Olympische zomerspelen van 1920 te Antwerpen zilver won in het onderdeel artistieke gymnastiek. Voorts bestond het team uit: Augustus Cootmans, François Claessens, Théophile Bauer, Eugenius Auwerkerken, Frans Gibens, Domien Jacob, Félicien Kempeneers, Jules Labéeu, Hubert Lafortune, Albert Haepers, Charles Lannie, Constant Loriot, Nicolaas Moerloos, Ferdinand Minnaert, Louis Stoop, Jean Van Guysse, Alphonse Van Mele, François Verboven, Jean Verboven, Julien Verdonck, Joseph Verstraeten, Georges Vivex en Julianus Wagemans.